# Salomon Dedel
Salomon Dedel est un diplomate néerlandais, né le 25 avril 1775 à Amsterdam (Provinces-Unies) et décédé le 17 aout 1846 à Londres (Royaume-Uni de Grande-Bretagne et d'Irlande).

## Carrière

### Période néerlandaise
Il fut, entre autres, ambassadeur plénipotentiaire du roi des Pays-Bas, Guillaume Ier, lors de la conférence de Londres réunie dès 1830 pour traiter des suites à donner à la déclaration d'indépendance de la Belgique et à la guerre belgo-néerlandaise. De ce fait, il fut le signataire de nombreux traités, conventions et protocoles signés au nom du royaume uni des Pays-Bas (puis des Pays-Bas), dont, parmi eux, la convention de Londres (1833), la convention de Zonhoven la même année ou encore le traité des XXIV articles (1839).

## Distinction
En 1781 six ans, son père, marin dans la marine de la république des Provinces-Unies, l'emmena en mer lors de la bataille du Dogger Bank contre la Royal Navy, dont il fut l'un des survivants. Pour ce fait, il fut décoré de la médaille du Dogger-Bank.